# لي جاي-هي
لي جاي-هي (هانغل: 이재희) هو لاعب كرة قدم كوري جنوبي في مركز الوسط، ولد في 15 أبريل 1959 في كوريا الجنوبية. شارك مع منتخب كوريا الجنوبية لكرة القدم. أما مع النوادي، فقد لعب مع نادي بوسان أي بارك.

## وصلات خارجية
- لي جاي-هي على موقع دوري كوريا الجنوبية (الإنجليزية)